# Marco I di Gerusalemme
Marco (... – 185) è stato il sedicesimo vescovo di Gerusalemme, nella fattispecie di Aelia Capitolina, tra il 134 e il 185.
È menzionato nella cronotassi di Eusebio di Cesarea come il primo dei vescovi gentili (ovvero non ebreo) di Gerusalemme.
Secondo Tillemont fu invece ordinato nel ventunesimo anno di governo dell'imperatore Adriano, quindi nel 138. L'imperatore aveva ricostruito la città sotto il nome di Aelia, il cui ingresso era interdetto agli ebrei; qui si ritrasferì la sede episcopale da Pella.
Mentre non è attestato il suo culto nelle Chiese orientali, è venerato come santo dalla Chiesa cattolica e commemorato il 22 ottobre secondo il martirologio romano:
Per primo Adone inserì Marco nel suo martirologio al 22 ottobre; transitò quindi nel martirologio di Usuardo e infine il Baronio lo introdusse nel proprio lavoro aggiungendo che avesse subito il martirio sotto il regno di Antonino Pio.